# Засеев-Руденко, Николай Викторович
Николай Викторович Засеев-Руденко (укр. Микола Вікторович Засєєв-Руденко; 1 июля 1933, Киев — 24 октября 2021, Киев) — советский и украинский кинорежиссёр, сценарист, актёр, народный артист Украины (2017), заслуженный деятель искусств Кабардино-Балкарской АССР (1988).

## Биография
В 1950—1952 годах учился в Театральной студии при Киевском театре русской драмы имени Леси Украинки и одновременно выступал на сцене этого же театра. С 1956 года — актёр Театра-студии киноактёра при Киевской киностудии им. А. П. Довженко. В 1972 году окончил режиссёрский факультет ЛГИТМиКа (мастерская Г. Товстоногова).
С 1978 года — режиссёр-постановщик киностудии имени А. Довженко.
До 1991 года носил фамилию Засеев, после провозглашения независимости Украины принял имя — Николай Засеев-Руденко.
Скончался 24 октября 2021 года.

### Личная жизнь актера
- Первая супруга: Людмила, дочь — Марина.
- Вторая супруга: Алла, дочь — Татьяна.
- Третья супруга: Оксана Ковалёва (род. 1972), украинская актриса и режиссёр-постановщик. Сын — Николай[4].
- С 1970 по 1975 год был в фактическом браке с актрисой Тамарой Носовой (1927—2007)[4].

## Фильмография

### Режиссёр
- 1977 — «Афоня, горим!» (короткометражный)
- 1979 — «Затяжной прыжок» (в киноальманахе «Киевские встречи»)
- 1979 — «Любовь под псевдонимом» (в киноальманахе «Поездка через город»)
- 1980 — «Странный отпуск»
- 1981 — «Тайна, известная всем»
- 1982 — «Без году неделя»
- 1984 — «Тепло студёной земли»
- 1985 — «Слушать в отсеках»
- 1986 — «Раненые камни»
- 1988 — «Дорога в ад»
- 1988 — «Поляна сказок»
- 1991 — «Оружие Зевса»
- 1992 — «Выстрел в гробу»
- 1993 — «Бравые парни»
- 1995 — «Москаль-чародей»
- 2000 — «Чёрная рада»
- 2002 — «Бабий Яр»
- 2007 — «Запорожец за Дунаем»

### Сценарист
- 1992 — «Выстрел в гробу» (Украина)
- 1993 — «Бравые парни» (Украина)
- 1995 — «Москаль-чародей» (Украина)
- 2000 — «Чёрная рада» (Украина)
- 2002 — «Бабий Яр» (Украина)
- 2007 — «Запорожец за Дунаем» (Украина)

### Актёр
- 1951 — «Спортивная честь»
- 1955 — «Звёзды на крыльях»
- 1956 — «Партизанская искра» — Володя Вайсман
- 1957 — «Под золотым орлом» — Мальцев
- 1959 — «Исправленному верить» — Гаревой
- 1959 — «Катя-Катюша» — Костя, шофер
- 1959 — «Млечный путь» — Коля, шофер
- 1960 — «Им было девятнадцать» — Виктор Шмаринов
- 1960 — «Люди моей долины»
- 1961 — «Артист из Кохановки» — приятель Андрея
- 1961 — «Морская чайка»
- 1961 — «Украинская рапсодия»
- 1964 — «Дочь Стратиона» — Деркач
- 1964 — «Зачарованная Десна»
- 1964 — «Москва — Генуя» — Эрнест Хемингуэй
- 1965 — «Нет неизвестных солдат» — шофёр
- 1965 — «Хочу верить» — журналист
- 1966 — «Ярость»
- 1967 — «Железный поток» — адъютант Покровского
- 1967 — «Мёртвый сезон»
- 1968 — «Удар! Ещё удар!» — Володя Крутилин, капитан «Зари»
- 1969 — «Сокровища пылающих скал» — шеф белых наемников
- 1969 — «Почтовый роман» — посетитель ресторана(нет в титрах)
- 1970 — «Семья Коцюбинских» — Кулик
- 1976 — «Такая она, игра» — ведущий пресс-конференции
- 1981 — «Сашка»
- 1984 — «Прелюдия судьбы» — Спицин
- 1985 — «Слушать в отсеках» — вице-адмирал, начальник политуправления флота
- 1988 — «Дорога в ад» — подполковник Вацлав Шевчик (озвучил актёр Евгений Паперный)
- 1991 — «Оружие Зевса» — Бобби Митчелл (озвучил актёр Евгений Паперный)
- 2000 — «Чёрная рада»[5]
- 2013 — «Камиль» — врач (режиссёр фильма Заур Джафаров)

### Участие в фильмах
- 2007 — «Блеск и нищета королевы комедии» (документальный)

## Награды и звания
- Заслуженный деятель искусств Кабардино-Балкарской АССР (1988).
- Лауреат Государственной премии Украины им. А. Довженко (1998).
- Лауреат международной премии им. Сиди Таль (2002).
- Заслуженный деятель искусств Украины (2003)[6].
- Орден «За заслуги» III степени (10 сентября 2008 года)[7].
- Народный артист Украины (2017).